# Mesosa siamana
Mesosa siamana là một loài bọ cánh cứng trong họ Cerambycidae.